# 1701 Okavango
1701 Okavango este un asteroid din centura principală, descoperit pe 6 iulie 1953, de Joseph Churms.